# Coreena Cleland
Coreena Cleland (* 16. Januar 1989) ist eine ehemalige australische Leichtathletin, die sich auf den Mittelstreckenlauf spezialisiert hat. 2015 wurde sie Ozeanienmeisterin im 800-Meter-Lauf.

## Sportliche Laufbahn
Coreena Cleland bestritt nur Wettkämpfe auf nationaler Ebene außer im Jahr 2015, als sie bei den Ozeanienmeisterschaften in Cairns in 4:27,36 min die Goldmedaille im 1500-Meter-Lauf gewann und sich über 3000 m Hindernis mit 11:20,89 min die Silbermedaille hinter Rama Kumilgo aus Papua-Neuguinea gewann. 2017 beendete sie ihre aktive sportliche Karriere im Alter von 28 Jahren.

## Persönliche Bestleistungen
- 1500 Meter: 4:16,68 min, 4. Juni 2016 in Nashville
- 3000 m Hindernis: 10:38,43 min, 24. Januar 2016 in Geelong